# Lista de governadores de São João Batista de Ajudá
Esta é a lista de governadores da fortaleza 

## Relação de Directores, Governadores, Administradores e Intendente da Praça
| Início              | Fim                 | Nome                                                                                                | Observações |
| ------------------- | ------------------- | --------------------------------------------------------------------------------------------------- | --- |
| 1680                | ????                | Jacinto de Figueiredo e Abreu                                                                       | Director de São Tomé e Príncipe, instruído pelo Governador de São Tomé e Príncipe a erguer e estabelecer um forte na povoação africana de Hweda (Whydah, Ouidah ou Oiudá). |
| ????                | 1721                | | Abandonado pelas forças portuguesas |
| 1721                | 1728                | Francisco Pereira Mendes                                                                            | Director, restabelece e rebaptiza o Forte de São João Baptista de Ajudá, subordinado ao Estado do Brasil até 1821 |
| 1728                | 1743                | João Basílio                                                                                        | Director; desde 1730 o Forte encontra-se sob o governo da Companhia de Cacheu e Cabo Verde |
| 1743                | 1746                | Pe. Martinho da Cunha Barbosa                                                                       | Director |
| 1746                | 1746                | Francisco Nunes Pereira                                                                             | Director, usurpou as funções |
| 1746                | 1746                | Frei Francisco do Espírito Santo                                                                    | Director interino |
| 1746                | 1751                | Filipe José de Gouveia                                                                              | Director, 1.º Mandato |
| 1751                | 1751                | Luís Coelho de Brito                                                                                | Director |
| 1751                | 1759                | Tenente Teodósio Rodrigues da Costa                                                                 | Director |
| 1759                | 1759                | Almoxarife António Nunes de Gouveia                                                                 | Director interino |
| 1759                | 1762                | Capitão Félix José de Gouveia                                                                       | Director |
| 1764                | 1767                | José Gomes Gonzaga das Neves                                                                        | Director |
| 1768                | 1781                | Bernardo de Azevedo Coutinho                                                                        | Director |
| 1782                | 1797                | Francisco António da Fonseca e Aragão                                                               | Director, em exercício até 22 de Julho de 1784 (1745 - ????) |
| 1797                | ????                | Capitão Manuel Bastos Varela Pinto Pacheco                                                          | Director |
| 1805                | 1844                | Francisco Félix de Sousa, Chachá I                                                                  | Director, em exercício até 1818. Comerciante de escravos nascido em Salvador, na Bahia (1754 - 1849); entre 7 de Setembro de 1822 e 1844 o Forte encontra-se sob a soberania do Brasil |
| 1844                | 1845                | Segundo-Tenente (Alferes) Joaquim José Libânio                                                      | Governador (???? - 1845); morreu em funções |
| 1845                | 4 de Maio de 1849   | Francisco Félix de Sousa, Chachá I                                                                  | Governador |
| 1849                | 18??                | Tenente ... Quaresma                                                                                | Governador |
| 1851                | 1851                | Alferes Francisco Celestino Ellenperk (Elerpech)                                                    | Governador |
| 1851                | 1852                | Isidoro Félix de Sousa, Chachá II                                                                   | Governador, filho de Francisco Félix de Sousa, Chachá I (1802 - 1858) |
| 1852                | 1853                | Segundo-Tenente (Alferes) João Justino da Costa                                                     | Governador |
| 1853                | Maio de 1857        | Escrivão José Pinheiro de Sousa, o Itaparica                                                        | Governador, a título pessoal |
| Maio de 1857        | Novembro de 1858    | Francisco "Chico" Félix de Sousa, Chachá III                                                        | Governador, filho de Francisco Félix de Sousa, Chachá I (1824 - 1880) |
| Junho de 1859       | 18 de Abril de 1861 | Cláudio de Lancastre                                                                                | Governador |
| 18 de Abril de 1861 | 6 de Março de 1865  | | Cedido pelo soberano do Daomé a Líderes Missionários Franceses e ocupado por Missionários Franceses até à sua expulsão; a 23 de Fevereiro de 1865 o Forte foi reclamado por Portugal; subordinado aos Governadores de São Tomé e Príncipe                                                            |
| 1865                | 1868                | Segundo-Tenente (Alferes) José Maria Borges de Sequeira                                             | Governador, sujeito à autoridade de Francisco Félix de Sousa, Chachá III |
| 1868                | 1869                | Segundo-Tenente (Alferes) Vital de Bettencourt e Vasconcelos Corte-Real do Canto                    | Governador (c. 1820 - 1870) |
| 1869                | 1872?               | | Abandonado pelas forças portuguesas |
| 1872                | 187?                | Alferes António Joaquim da Fonseca                                                                  | Governador |
| 1874                | 1878                | Tenente Augusto Frutuoso Figueiredo de Barros                                                       | Governador entre 01.09.1874 (Portaria do Governo de S. Tomé nº 192) e 03.07.1878 (P.G. nº 138). Durante as desavenças entre os ingleses e o régulo de Dahomé, foi-lhe atribuída a Torre e Espada (decreto de 25.04.1877) pela forma enérgica e firme como defendeu a honra e o bom nome de Portugal. |
| 1878                | 1879                | Alferes Lourenço da Rocha                                                                           | Governador |
| 1879                | 1881                | Tenente António José Machado                                                                        | Governador (1852 - ????) |
| 1881                | 1883                | ?                                                                                                   | Governador |
| 1883                | 1885                | Tenente Fernando Gonçalves                                                                          | Governador |
| 1885                | 1885                | Tenente Bernardo Francisco Luís da Cruz                                                             | Governador, não chegou a tomar posse |
| 1885                | 1885                | Tenente José Gomes de Sousa                                                                         | Governador |
| 1885                | 1886                | Tenente Francisco Rego                                                                              | Governador |
| 1886                | 1887                | Major António Domingues Cortez da Silva Curado                                                      | Governador (1849 - 1904) |
| 1887                | 1888                | Alferes Manuel Francisco Rodrigues Guimarães                                                        | Governador |
| 1888                | 1888                | Capitão Vicente da Rosa Rolim                                                                       | Governador, 1.º Mandato (1848 - 1940) |
| 1888                | 1890                | Alferes Manuel José Ferreira dos Santos                                                             | Governador, 1.º Mandato |
| 1890                | 1890                | Alferes Carolino Acácio Cordeiro                                                                    | Governador |
| 1890                | 1893                | Capitão Vicente da Rosa Rolim                                                                       | Governador, 2.º Mandato (1848 - 1940) |
| 1893                | 189?                | Alferes Manuel José Ferreira dos Santos                                                             | Governador, 2.º Mandato |
| 1897                | 1898                | Tenente João Alexandre de Campos                                                                    | Governador |
| 1898                | ????                | Tenente ... Nunes de Aguiar                                                                         | Governador |
| 1900                | 190?                | Tenente António Mendes da Costa                                                                     | Governador |
| 190?                | 1905                | Tenente João de Deus Pires                                                                          | Governador, 1.º Mandato |
| 1905                | 1906                | Alferes Joaquim Luís de Carvalho                                                                    | Governador |
| 1906                | 1909                | Tenente João de Deus Pires                                                                          | Governador, 2.º Mandato |
| 1909                | 1911                | Tenente Sebastião Lousada                                                                           | Governador |
| 1911                | 1911                | Tenente Cândido João de Barros                                                                      | Governador |
| 1911                | 1912                | Alferes Guilherme Spínola de Melo                                                                   | Governador (1876 - 19??) |
| 1912                | 1913                | ? Eduardo Germack Possollo                                                                          | Governador (1886 - 19??) |
| 1913                | 191?                | Capitão Vicente da Rosa Rolim                                                                       | Governador, 3.º Mandato (1848 - 1940) |
| 191?                | 1918                | ?                                                                                                   | Governador |
| 1918                | 1918                | Capitão Vicente da Rosa Rolim                                                                       | Governador, 4.º Mandato (1848 - 1940) |
| 1919                | 1920                | ? José Bento de Oliveira Viegas                                                                     | Governador |
| 1921                | 1928                | Tenente Viriato Henrique dos Anjos Garcez                                                           | Governador |
| 1928                | 1931                | Capitão Joaquim Sinel de Cordes                                                                     | Governador |
| 1932                | 1938                | Capitão Miguel Maria Pupo Correia                                                                   | Governador, 1.º Mandato |
| 1938                | 1941                | Capitão José Pimenta Segurado de Avelar Machado                                                     | Governador (1893 - 1941); morreu em funções |
| 1941                | 1942                | Dr. Jean Louis Bourjac                                                                              | Governador auto-proclamado, sem o reconhecimento de Portugal |
| 1942                | 1944                | Segundo Oficial da Curadoria dos Serviçais e Colonos José Aníbal de Vasconcelos e Sá Guerreiro Nuno | Governador interino, 1.º Mandato (1899 - 19??) |
| 1944                | 1946                | Capitão Carlos Alberto de Serpa Soares                                                              | Governador (1908 - 1983) |
| 1946                | 1946                | Segundo Oficial da Curadoria dos Serviçais e Colonos José Aníbal de Vasconcelos e Sá Guerreiro Nuno | Governador, 2.º Mandato (1899 - 19??) |
| 1946                | 1951                | Capitão Miguel Maria Pupo Correia                                                                   | Governador, 2.º Mandato |
| 1951                | 1954                | Administrador de Circunscrição de 3.ª Classe António João Teles Pereira de Vasconcelos Pimentel     | Administrador |
| 1954                | 1956                | Administrador de Circunscrição de 1.ª Classe Ernesto António Pereira Enes                           | Administrador (c. 1910 - 19??) |
| 1956                | 1 de Agosto de 1961 | António Agostinho Saraiva Borges                                                                    | Intendente; o Forte foi ocupado e anexado pelo Daomé (Benim); a anexação foi formalmente reconhecida por Portugal em 1975 |

### Intendentes
| #  | Retrato | Nome                                            | Início de mandato | Fim de mandato      | Notas | Soberano |
| -- | ------- | ----------------------------------------------- | ----------------- | ------------------- | ----- | -------- |
| 1º |         | Jacinto de Figueiredo e Abreu (1???–1???)       | 1680              |                     |       |          |
|    |         | Abandonado                                      | ....              | 1720                |       |          |
| 2º |         | Francisco Pereira Mendes (1???–1???)            | 1721              | 1728                |       |          |
| 3º |         | João Basílio (1???–1???)                        | 1728              | 1743                |       |          |
| ?º |         | (1???–1???)                                     |                   |                     |       |          |
| ?º |         | (1???–1???)                                     |                   |                     |       |          |
| ?º |         | (1???–1???)                                     |                   |                     |       |          |
| ?º |         | (1???–1???)                                     |                   |                     |       |          |
| ?º |         | (1???–1???)                                     |                   |                     |       |          |
| ?º |         | (1???–1???)                                     |                   |                     |       |          |
| ?º |         | (1???–1???)                                     |                   |                     |       |          |
| ?º |         | (1???–1???)                                     |                   |                     |       |          |
| ?º |         | (1???–1???)                                     |                   |                     |       |          |
| ?º |         | (1???–1???)                                     |                   |                     |       |          |
| ?º |         | (1???–1???)                                     |                   |                     |       |          |
| ?º |         | (1???–1???)                                     |                   |                     |       |          |
| ?º |         | (1???–1???)                                     |                   |                     |       |          |
| ?º |         | Jacinto José de Sousa (....–1805)               | 1804              | 1805                |       |          |
| ?º |         | Francisco Xavier Rodrigues da Silva (1???–1???) | 1805?             | 1805?               |       |          |
| ?º |         | Francisco Félix de Sousa (1754–1849)            | 1805?             | 1844                |       |          |
| ?º |         | (1???–1???)                                     |                   |                     |       |          |
| ?º |         | (1???–1???)                                     |                   |                     |       |          |
| ?º |         | (1???–1???)                                     |                   |                     |       |          |
| ?º |         | (1???–1???)                                     |                   |                     |       |          |
| ?º |         | (1???–1???)                                     |                   |                     |       |          |
| ?º |         | (1???–1???)                                     |                   |                     |       |          |
| ?º |         | António Agostinho Saraiva Borges (1???–1???)    | 1956              | 1 de agosto de 1961 |       |          |